# Milli Görüş

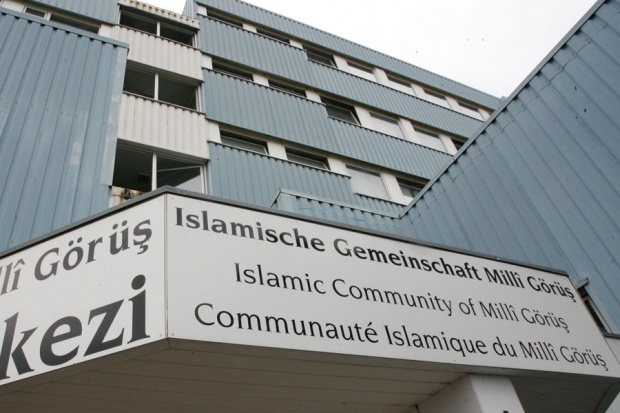
Hoofdkantoor van Milli Görüş in Keulen

Milli Görüş is een islamistische organisatie die zich richt op de integratie, participatie en emancipatie van haar leden in de samenleving. De beweging is opgericht in 1969 en is een van de grootste islamistische verbanden in Europa, met activiteiten in onder meer Duitsland, Nederland en België.
De naam Milli Görüş is afgeleid van "Millet-i İbrahim" (mensen van Ibrahim).
De organisatie heeft een uitspraak van de profeet Mohammed als richtsnoer: De besten onder jullie zijn diegenen die de mensheid dienen. Milli Görüş werkt vanuit een op de islam geïnspireerde maatschappelijke verantwoordelijkheid, die op verschillende terreinen tot uitdrukking komt.
De Nederlandse tak is regelmatig in dialoog met zowel de landelijke als lokale bestuurlijke organen om bij te dragen aan maatschappelijke vraagstukken. De organisatie heeft participatie hoog in het vaandel staan en vraagt haar lokale afdelingen om zoveel mogelijk in dialoog te gaan met externe partijen om een sociale en transparante cohesie te creëren. 
De Europese afdelingen van Milli Görüş verschilden oorspronkelijk in de mate van conservatisme. De Duitse tak, die onder leiding stond van een neef van de oprichter Necmettin Erbakan, stond bekend als zeer conservatief, de Nederlandse als meer liberaal en religieus gematigd. Milli Görüs wordt aangestuurd vanuit het Europese hoofdkwartier in Keulen. De lokale afdelingen hebben wel een eigen structuur en autonomie.

## Milli Görüş in Nederland
De Nederlandse afdeling van Milli Görüş telt ongeveer 30.000 aanhangers, waarvan een groot deel van Turkse origine is. De beweging heeft in Nederland circa 50 aangesloten organisaties. Afgezien van verschillende bindingen in bijvoorbeeld de Nederlandse adviesorganen is de federatie zowel formeel als inhoudelijk onafhankelijk. De beweging staat kritisch-democratisch open voor iedereen en streeft een dialoog na met alle stromingen binnen en buiten de moslimgemeenschap in Nederland.
Milli Görüş is in Nederland verdeeld in twee delen: Noord-Nederland en Zuid-Nederland (NIF). Milli Görüş Noord-Nederland (boven de rivieren) heeft een stafbureau, dat de aangesloten organisaties ondersteunt en helpt te professionaliseren. De federatie heeft een stichtingsvorm. Deze bestaat uit verschillende organisaties die deels zelfstandig opereren, maar verantwoording afleggen aan het bestuur van de overkoepelende federatie. Daarnaast hebben Stichting Arafat & Stichting Yenicinar (uitvaartorganisatie) en Hasene (hulporganisatie) een directe link met de federatie.
Na de moord op Theo van Gogh werd in de moskeeën van Milli Görüş een preek voorgelezen, waarin openlijk afstand genomen werd van de moord. Milli Görüş noemde hierin de moord op Van Gogh "een laffe daad, waarbij het extra treurig was dat de moord door een moslim in de naam van de islam is gepleegd".

## België
De organisatie in België wordt aangestuurd door de Duitse afdeling via verschillende vzw's. In september 2018 waren er in België 24 moskeeën onder de koepel van de organisatie.